# Mahmood Ali-Balogun
Mahmood Ali-Balogun es un cineasta nigeriano, trabajador cultural y director gerente de Brickwall Communications Limited. Dirigió la película Tango with Me y es el presidente de la Sociedad de Derechos Audiovisuales (AVRS) de Nigeria.

## Biografía
Ali-Balogun nació el 19 de julio de 1959 y creció en el norte de Nigeria. Es alumno de la Universidad de Ife, actual Universidad Obafemi Awolowo donde estudió Artes Dramáticas y se especializó en producción de cine y televisión. Su carrera ha evolucionado a lo largo de los años desde actor, director, productor,  líder de la industria, consultor cinematográfico y embajador en la industria cinematográfica.

## Filmografía
| Año  | Título                                                                   | Categoría               | Rol                           |
| ---- | ------------------------------------------------------------------------ | ----------------------- | ----------------------------- |
| 1999 | A Place Called Home                                                      | Película                | Director                      |
| 2002 | Child & Women Trafficking- The New Slavery                               | Documental              | Productor, Director           |
| 2003 | ‘Temi ni Toto’                                                           | Película yoruba         | Productor, Director           |
| 2003 | Environmental Pollution In Nigeria                                       | Documental              | Productor, Director           |
| 2005 | Collage Of Cultural Colours (Japan)                                      | Documental              | Productor, Director           |
| 2005 | Dance Of The Maidens -Traditional Marriages In Nigeria” (Series)         | Documental (Televisión) | Productor, Director           |
| 2008 | Peace Mission                                                            | Documental              | Actor                         |
| 2010 | Tango with Me Best Directing Award category 2012 Nollywood Movies Awards | Película                | Director, Productor, Escritor |
| 2013 | Flower Girl                                                              | Comedia romántica       | Film Consultant               |
| 1983 | Ola Rotimi’s play,’ If.. A Tragedy of the Ruled’                         | Película                | Actor                         |
|      |                                                                          |                         |                               |